# Micandra cadmus
Micandra cadmus är en fjärilsart som beskrevs av Felder 1865. Micandra cadmus ingår i släktet Micandra och familjen juvelvingar. Inga underarter finns listade i Catalogue of Life.